# 大明宫词
《大明宫词》是中国的一部电视连续剧。编剧为郑重、王要，导演为李少红、曾念平，主演归亚蕾、陈红、赵文瑄、申军谊、周迅、贾妮、傅彪，由北京冠华荣信系统工程有限公司、北京荣信达影视艺术中心、北京电影制片厂制作发行。

## 剧情
大唐皇后武则天（归亚蕾饰）怀胎12月而无法临盆，大雨连天，当大胜突厥的喜讯传来之时武则天羊水破了，公主就这样在漫天风雨中来到世界。唐高宗李治认定女儿的降世将为天下带来好运，当场赐名太平公主。
少女太平（周迅饰）顽皮不堪，捉弄三个哥哥，戳破好姐妹韦氏（胡静饰）与哥哥显的爱情，也目睹了宫内斗争的风雨。她16岁与韦氏偷偷出宫，在夜市扰攘中偶遇薛绍（赵文瑄饰），少女情窦初开。
在太平的情愿下，武则天明知薛绍早有妻室也答应了太平的请婚，一手安排了薛绍妻子慧娘的赐死，也为太平的婚姻悲剧埋下伏笔。婚后无论太平如何温柔体贴，薛绍始终不置一词。然而倔强为爱不顾一切的太平（陈红饰）赢得了薛家上下的信任，当真相被无情揭露时，薛家对她的唯一请求是保留薛家的血脉——叶儿。薛绍的死给太平带来了极大的创伤，也为母女关系扯开一道无法弥合的裂缝。
武则天登基，创立大周朝。太平为了与母亲赌气而嫁给憨厚老实却一无所长的武攸嗣（傅彪饰），度过了五年漫长的毫无喜悦的婚姻。但这段时期却培养了太平的政治能力，她一而再再而三地为母亲解决了政治危机，深得武则天器重，然而她仍然拒绝入主政治。深爱太平却苦于无法得到太平的心的武攸嗣一次酒后偷欢，被太平撞见后羞愧自尽。太平就这样结束了自己的第二段婚姻。
当与薛绍长相酷似的张易之（赵文瑄饰）出现在太平面前时，太平的心再次被捕，然而在交往中她明白张易之绝对不是薛绍，他们只有情欲的纠缠，而张易之是渴望通过掌控女人来掌控天下。张易之不仅与太平有染，还与韦氏和武则天有关系，这深深地伤害了太平的心。当张易之企图篡位时，远道赶来的太平一刀结束了他的生命，斩断了自己的爱情。
武则天去世，太平成了镇国公主，侄子李隆基对她呵护有加，当年的叶儿也长成了高大的好青年，并与李隆基是挚交好友，这两位年轻人用自己的方式爱着太平，叶儿是要让母親得到天下权利而爱她，李隆基则是让太平离开权利纷争而爱她，这矛盾一触即发……

## 演员名单
| 演員   | 角色               | 简介 | 備註         |
| ------ | ------------------ | --- | ------------ |
| 陈 红  | 太平公主           | | 配音：徐晓青 |
| 周 迅  | 太平公主（少年）   | | 配音：徐晓青 |
| 归亚蕾 | 武则天             | | 配音：曹雷   |
| 赵文瑄 | 薛 绍              | 太平公主的第一任丈夫，武则天为满意女儿的心愿，将他原配妻子慧娘赐死。最终薛绍自杀而死，死前透露自己愛上太平，他的死令太平公主的人生自此蒙上陰影。 | 配音：齐杰   |
| 赵文瑄 | 张易之             | 從小在風月場所長大看透一切人性的醜陋，長大後一直致力爬上權利的頂點，偶然得知自己与太平公主前夫薛绍容貌酷似，利用這一點成为太平公主的情人，后又为武则天的男宠，并与韦氏偷情，後來欲策劃謀反，最終被太平公主一劍刺死。                                                                           | 配音：李野墨 |
| 李志舆 | 高宗李治           | 太平公主的的父親，也是大唐第三任君王，性格懦弱受制於武后，後期因身體健康沒有好轉導致臥病在床，在死前把太平留在自己身邊一起玩皮影戲，最終在太平面前安祥離世。 |              |
| 申军谊 | 武三思             | |              |
| 傅 彪  | 武攸嗣             | 太平公主第二任丈夫，因薛绍之死讓太平公主執意與武攸嗣成為夫妻，武则天很反對女兒太平下嫁給武攸嗣，最終與自己的侍女偷情被太平撞見而受不了良心苛責自殺。 |              |
| 郭冬临 | 李 显              | 高宗和武后的第三個兒子，安乐公主的父親，性格懦弱體格肥胖，興趣是育香，當上皇帝後，先受制於母親武則天後被廢除皇帝頭銜，武則天過世再次登基後受制韋皇后和女兒安樂公主，最終被安樂公主送上的一瓶香精給毒死，曾非常羨慕四弟旦能遠離權利中心過自己想要的生活。                                       | 配音：陆揆   |
| 贾 妮  | 韦 氏              | 李显的妻子，大唐的皇后。小時與太平是摯友般的存在，但在歷經種種事件後兩人關係開始生變，女兒安樂公主毒死中宗李显後獨攬政權，最終被太平、隆基、崔缇三人聯手制服，見大勢已去的韦氏自殺身亡。 | 配音：朱玉荣 |
| 李冰冰 | 安乐公主           | 李显和韦氏的女儿，個性嬌縱跋扈，因不滿其夫武延秀被處死對太平和其父李显心存怨懟，最終種下弒父的悲劇，之後精神出現異常，在神智不清的情況下，被李隆基下令與其他跟韦氏一族相關之人一同處死。 |              |
| 何 琳  | 魏国夫人           | 韩国夫人的女儿，武则天的外甥女，生性高傲，妒嫉太平和武则天，与母亲同样成为高宗李治的情妇。试图取代武则天成为皇后，最终疑似被武则天陷害而沉湖至死。 | 配音：薛白   |
| 胡 静  | 韦香儿（少年韦氏） | 太平公主的玩伴，李显的爱慕对象，原先喜歡的是李弘，但李弘死後改和李显在一起，最終成為显的太子妃，長大後成了日後擅權跋扈的韋皇后。 | 配音：唐烨   |
| 刘 栋  | 李 弘              | 高宗和武后的第一個兒子，個性充滿理想和抱負，在當上太子後以其自身的理想，說服母親武則天放過王皇后和蕭淑妃的女兒，而與武則天之間關係緊繃，最終因其事而導致抑鬱而終，與自己的孌童合歡之間有不尋常的關係。他的死開始讓太平感覺到宮裡並不是一個如她所想像中平靜安寧的世界。                         |              |
| 孙 斌  | 李 贤              | 高宗和武后的第二個兒子，弘死後他成為繼任的太子人選，個性剛烈，同時也是四兄弟中對於權力最為執著的人，對於母親武則天在宮內的勢力感到不安，於是廣邀各方人馬密謀廢除武后，但最終反被武后利用他極欲除掉宮內高僧明清遠的心態反將一軍，最終賢被廢除太子逐出宮外，一年後客死異鄉。                     |              |
| 王 涛  | 李 旦              | 高宗和武后的第四個兒子，李隆基的父親，性格淡泊名利，對於權力沒有多大的慾望，中宗被廢除後被武則天推舉為睿宗登基，但其一切權利被母親所掌握，武則天登基後被廢，之後便遠離其政治中心過自己想要的生活，韋后亂政後被太平找到說服希望重新登基，但在重登皇位的前一天被崔缇賜予毒酒而亡（与历史不符）。 |              |
| 袁世龙 | 李 旦（少年）      | 高宗和武后的第四個兒子，從小在兄弟姊妹間顯得非常不顯眼，對於權利並不執著，從沒想過自己也會有登基的一天。 |              |
| 高冬平 | 张昌宗             | |              |
| 吴 军  | 李隆基             | |              |
| 赵 毅  | 薛怀义             | |              |
| 傅 亨  | 武承嗣             | |              |
| 白 雪  | 上官婉兒           | |              |
| 张 平  | 明清远             | |              |
| 李爱军 | 崔 缇              | 幼名叶儿，薛绍与慧娘的儿子 |              |
| 雷 鸣  | 薛绍父             | |              |
| 高 放  | 薛绍母             | |              |
| 林 昕  | 奶娘春             | 太平公主的奶娘，啞巴但其實能說話，經常跟在太平的身邊分憂解勞，太平被韋皇后軟禁時前去隆基和崔缇的軍營去求救，後被韋皇后下令處死。 |              |
| 杨雨婷 | 谨 娘              | 薛绍第一任妻子的妹妹 |              |
| 谭晓燕 | 茹夫人             | |              |
| 龚丽君 | 韩国夫人           | 武则天的姐姐，高宗李治的情人，魏国夫人（贺兰氏）的母親，因重病而亡，死前擔心其女贺兰氏遭姊姊武则天迫害，試圖勸阻高宗李治放過賀兰氏，但高宗李治並沒有聽進去，導致了賀兰氏淹死在湖底的慘劇。 |              |
| 丛培信 | 李义府             | |              |
| 郑 重  | 默啜可汗           | |              |
| 张振原 | 周 兴              | |              |
| 闫怀礼 | 裴 炎              | |              |
| 张春年 | 德 顺              | |              |
| 管宗祥 | 陆皓翁             | |              |

## 荣誉
- 1998年 第18届中国电视金鹰奖最佳电视剧奖等6项奖项
- 1998年 第21届中国电视剧飞天奖最佳电视剧奖
- 1998年 第21届中国电视剧飞天奖最佳美术奖